# ماهیچه کریکوآریتنوئید کناری
ماهیچه کریکوآریتنوئید کناری (یا کریکوآریتنوئید قدامی) (انگلیسی: Lateral cricoarytenoid muscle)  یکی از ماهیچه‌های داخلی حنجره است که از جلو به غضروف کریکوئید و از پشت به غضروف آریتنوئید متصل است. عصب‌دهی این ماهیچه توسط عصب حنجره‌ای بازگشتی صورت می‌گیرد و عملکرد آن موجب بسته شدن ریما گلوتیس و متعاقبا بسته شدن مجرای هوایی می‌شود.

## عملکرد
ماهیچه کریکوآریتنوئید کناری باعث بسته شدن ریما گلوتیس و همچنین کوتاه شدن تارهای صوتی می‌شود. این ماهیچه به شکل هم‌افزایی (سینرژی) با عضلات آریتنوئید مایل و آریتنوئید عرضی کار می‌کند.

## نگارخانه

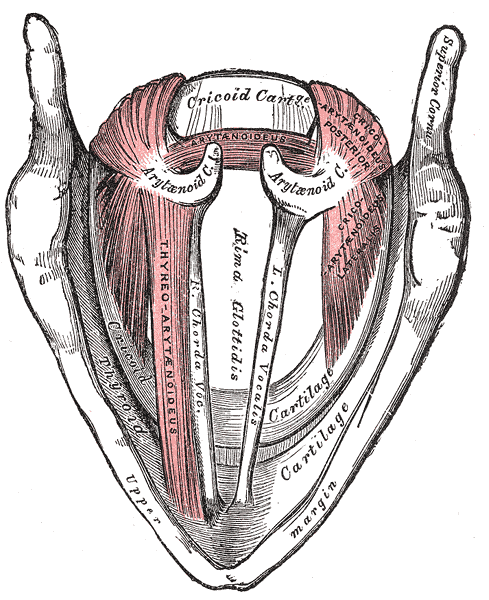
عضلات حنجره از نمای بالا.